# Oxidopamin
Az oxidopamint a kutatásokban a dopaminerg és noradrenerg idegsejtek elpusztítására használják. Az oxidopamin is a monoamin transzportereken jut keresztül a sejtfalon, így szelektív noradrenalin-visszavétel gátlóval (pl. norsalsolinollal) együtt alkalmazva lehetséges csak a dopaminerg idegsejteket elpusztítani. A visszaállításra is van mód, de kutatásban ezt ritkán alkalmazzák.
Az oxidopamint elsősorban a Parkinson-kór gyógyszereinek tesztelésekor használják. Kísérleti állatokban (egerek, patkányok, majmok) ezzel idézik elő a Parkinson-szindrómát. Ehhez az agy substantia nigra nevű területén el kell pusztítani a dopaminerg idegsejtek 90%-át. Ezt érik el oxidopaminnal vagy MPTP-vel. Mindkét szer aktív oxigén előállításával (pl. szuperoxiddal) pusztítja el az idegsejteket.
Az oxidopamint újszülött rágcsálókban a Lesch–Nyhan-szindróma előállítására is használják, ugyancsak állatkísérletekben.

## Lásd még
- Dopamin
- Noradrenalin
- 5,7-dihidroxi-triptamin
- MPTP
- Norsalsolinol
- Rotenon

## Fordítás
Ez a szócikk részben vagy egészben  az   Oxidopamine című angol Wikipédia-szócikk fordításán alapul.  Az eredeti cikk szerkesztőit annak laptörténete sorolja fel. Ez a jelzés csupán a megfogalmazás eredetét és a szerzői jogokat jelzi, nem szolgál a cikkben szereplő információk forrásmegjelöléseként.